# قطعنامه ۴۳۹ شورای امنیت
قطعنامه ۴۳۹ شورای امنیت سازمان ملل متحد که در تاریخ ۲۳ اکتبر ۱۹۷۸ تصویب شد، سندی بین‌المللی دربارهٔ مصر-اسرائیل است. این قطعنامه طی نشست ۲٬۰۹۱ام با ۱۲ موافق، ۰ مخالف و ۲ ممتنع تصویب شد.